# Ronnie Radke
Ronald Joseph Radke, detto Ronnie (Las Vegas, 15 dicembre 1983), è un cantautore, musicista, rapper e produttore discografico statunitense, fondatore dei Falling in Reverse e in precedenza degli Escape the Fate.
Nel 2014 pubblica da solista il mixtape rap Watch Me, che include collaborazioni con Deuce, b.LaY, Tyler Carter, Sy Ari Da Kid, Jacoby Shaddix, Danny Worsnop, Andy Biersack e Craig Mabbitt.

## Biografia
Ronald Joseph Radke nasce e vive a Las Vegas senza la madre, ma instaurando un buon rapporto con il padre, Russel Radke. La madre era tossicodipendente ed è stata assente per tutta la sua infanzia, cosa che, a detta del figlio, gli ha provocato una generale mancanza di rispetto nei confronti delle donne da adulto. Tuttavia nel 2014, ormai padre, afferma di averla perdonata, pur sostenendo che, dopo aver visto un figlio venire alla luce, sia impossibile pensare di abbandonarlo, a prescindere da tutto.
Discende dai Blackfoot Indians, ma ha anche origini portoghesi.
Impara a suonare il piano e la chitarra all'interno delle tante band cui prende parte al liceo. Ha iniziato suonando con la chitarra le canzoni dei Blink-182, a cui erano ispirati i 3.0, primo suo gruppo per suonare nel quale decide di scappare di casa e vivere momentaneamente da un amico e collega. Si esibiscono a Las Vegas in alcuni show, fin quando Radke non decide di tornare a casa da suo padre e frequentare di nuovo la scuola. Di lì a poco abbandona nuovamente la scuola per prendere parte ad un altro gruppo, i Lefty. In futuro affermerà in un'intervista che all'epoca non riusciva a rimanere concentrato sui propri doveri. In questo periodo, a 17 anni, incontra Max Green, membro degli Almost Heroes, ad un talent show. In quell'occasione, a Radke cade il microfono a terra durante l'esibizione, al che Green sale sul palco per recuperarlo. Così i due diventano grandi amici e successivamente formano il gruppo True Story. Quando Radke imparerà la tecnica dello scream i due, insieme ad altri musicisti, formeranno gli Escape the Fate.

### Escape the Fate (2004-2006)
Nel 2004, dopo lo scioglimento del precedente gruppo, Green e Radke cercano nuovi membri tramite Myspace, trovando prima il chitarrista Bryan Money, poi Omar Espinosa, ex chitarrista dei LoveHateHero, ed infine il batterista Robert Ortiz. Nascono gli Escape the Fate, che debuttano appena un mese dopo, riscontrando un discreto successo presso le radio locali.
Il gruppo firma con Epitaph Records dopo aver vinto un concorso radiofonico giudicato dai My Chemical Romance a settembre 2005. A maggio e settembre 2006 vengono pubblicati rispettivamente il primo EP, There's No Sympathy for the Dead, ed il primo album, Dying Is Your Latest Fashion, entrambi prodotti dall'amico Michael "Elvis" Baskette.

### Morte di Michael Cook (2006-2008)
Il 6 maggio 2006 Radke e Marcel Colquitt decisero di incontrarsi nel deserto vicino alla Shadow Ridge High School di Las Vegas, per un regolamento di conti dopo una disputa. A detta di Radke e dello stesso Green, il tutto accade perché Ronnie decise di prendere le difese di quest'ultimo, minacciato dalle controparti. All'incontro il cantante era accompagnato da altri tre soggetti, tra cui Chase Rader, mentre Colquitt si fece accompagnare da suo fratello Michael e dal diciottenne Michael Cook. Durante la rissa, sia Michael Colquitt che Rader estrassero le proprie pistole e, dopo una colluttazione tra i presenti, quest'ultimo fece fuoco, uccidendo Cook e ferendo gravemente Michael Colquitt.
Le accuse di omicidio su Rader caddero verso la fine del 2006, in quanto fu stabilito che avesse agito per legittima difesa. Gli unici imputati erano Radke e Marcel Colquitt, per il loro coinvolgimento nella morte del ragazzo, tuttavia Colquitt si suicidò a settembre 2007, non potendo quindi essere processato. Il 18 gennaio 2008 Radke si dichiara colpevole, venendo condannato a quattro anni di libertà vigilata e a pagare un risarcimento di $92.372 alla madre di Cook, oltre ad essere obbligato a partecipare ad un programma di riabilitazione per i suoi problemi con la droga.  Dato che non sarebbe potuto uscire dallo Stato ma era già in programma una tournée degli Escape the Fate negli Stati Uniti, Radke viene espulso dal gruppo, sostituito di lì a poco da Craig Mabbitt, appena uscito dai Blessthefall, scatenando una lunga faida tra con i membri del gruppo.
Il 16 giugno Radke viene preso in custodia per aver violato i termini della libertà vigilata, venendo condannato a scontare due anni e mezzo di prigione. Inoltre, secondo le autorità, il cantante avrebbe approfittato della propria fama per chiedere aiuto ai fan a nascondersi, in modo da ritardare l'arresto, oltre ad aver raccolto grazie ad essi soldi allo scopo di rifondare un gruppo, ma che sarebbero stati usati in realtà per procurarsi della droga.

### Falling in Reverse (2006-2012)

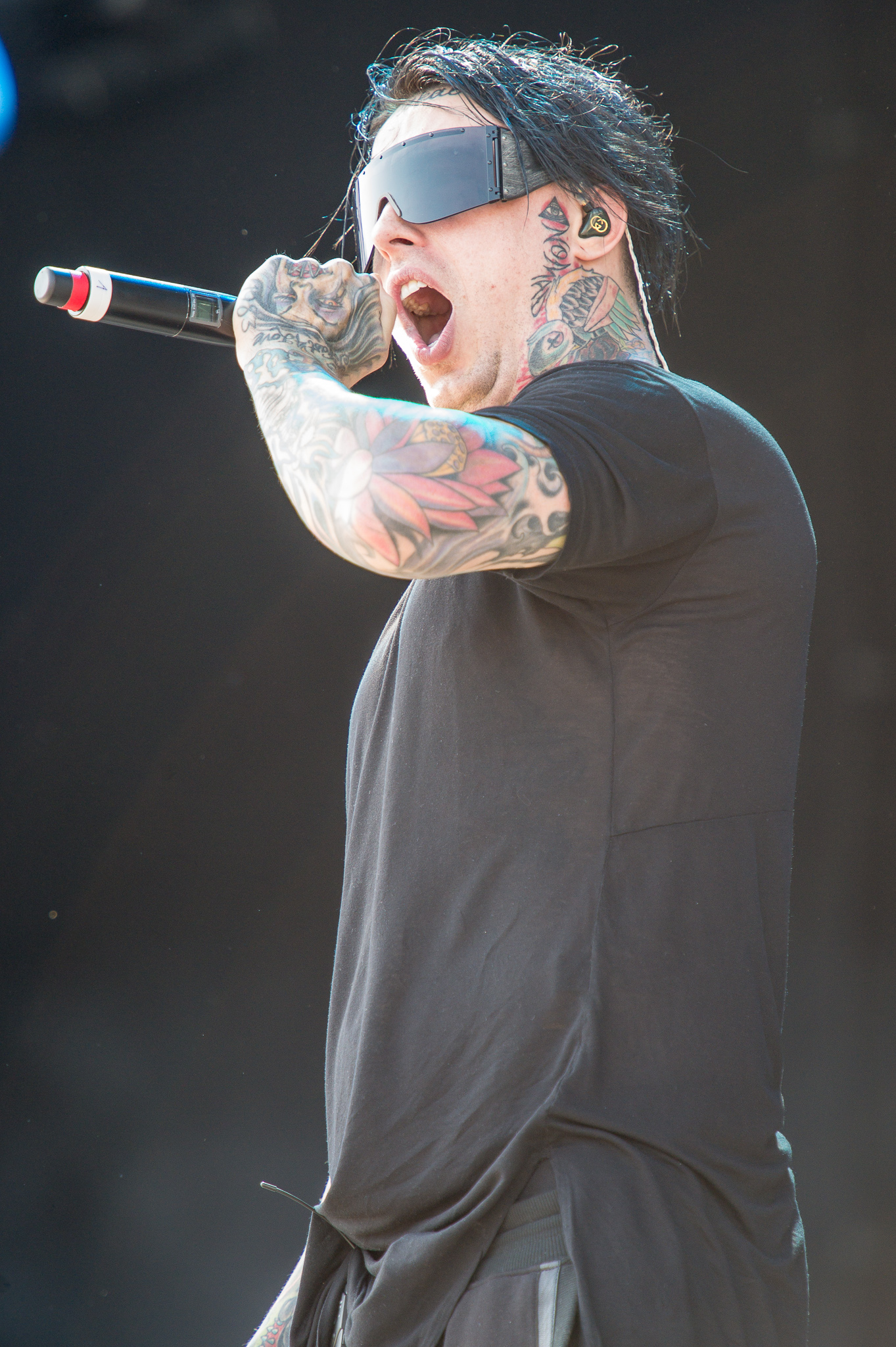
Ronnie nel 2014 in concerto con i Falling in Reverse

Verso la fine del 2006 Radke confida all'amico Nason Schoeffler di voler smettere di cantare, ma questi lo sprona invece a continuare, spingendolo a fondare con lui un nuovo gruppo, i From Behind These Walls, in seguito ribattezzati Falling in Reverse. Tuttavia senza Radke, finito in carcere nel 2008, il gruppo giace in una fase di quiescenza, una volta che il bassista Schoeffler aveva reclutato i chitarristi Jacky Vincent e Derek Jones, in attesa dell'uscita del cantante per poter registrare.
Durante il periodo passato in prigione Radke si disintossica grazie alla riabilitazione e scrive, a sua detta, almeno venticinque nuovi testi, con temi che spaziano dal suo rapporto con la madre, all'esperienza in prigione, alla corruzione presente a Las Vegas, fino a testi contro Green e Mabbitt.
Al suo rilascio dal carcere nel dicembre 2010, Radke annuncia il suo ritorno alle registrazioni con Baskette, nonostante il gruppo sia ancora alla ricerca di un batterista, dato che i candidati avevano problemi con la droga. A fine dicembre viene annunciata l'entrata del batterista Scott Gee, che però all'inizio del 2011 lascia il gruppo e viene poi sostituito da Ryan Seaman dei The Bigger Lights a maggio, poco prima dell'uscita del singolo Raised by Wolves, seguito dall'album The Drug in Me Is You pubblicato il 26 luglio con la Epitaph.

### Watch Me(2013)
Il 31 maggio 2013 Radke lancia il proprio canale YouTube, su cui pubblica da solista un brano rap, Fair-Weather Fans, descritto come "una canzone che Ronnie ha dedicato a tutte le persone che non credevano in lui". Il giorno successivo ne pubblica un altro, What Up Earth?.
In un'intervista con Alternative Press annuncia di star lavorando ad un mixtape rap, prodotto da Charles Massabo (Kallaghan Records), che prevede collaborazioni con alcuni noti artisti rap, in uscita a dicembre 2013 gratuitamente. Il primo singolo, Blacklist, con b.LaY, è stato pubblicato il 5 luglio 2013 su YouTube.
Una diss track intitolata I Wash Cars (con b.LaY), in cui attacca la Sumerian Records e il suo fondatore Ash Avildsen, Lorenzo "The Main Event" Antonucci e la band elettronica I See Stars, viene pubblicata online. Ash e Lorenzo rispondono pubblicando When Ronnie Met Sally. La faida tra i due gruppi viene successivamente e gli interessati rimangono in buoni rapporti.
Il 28 ottobre 2013, viene annunciato che Ronnie Radke e Craig Mabbit degli Escape the Fate sono in buoni rapporti. I due hanno menzionato che i rispettivi gruppi andranno in tour insieme all'inizio del 2014.
In un'intervista con Loudwire, ha dichiarato di essere in procinto di creare un mixtape rap, che secondo Radke includerà un artista in ogni canzone. Ha anche affermato che il mixtape potrebbe essere rilasciato per Natale. Il giorno di Natale, ha rivelato un sito Web attraverso il quale gli abbonati hanno ricevuto una nuova canzone, Destiny, dal mixtape, ora intitolata Watch Me. La track-list è stata anche rivelata, ma alcune canzoni non contenevano collaborazioni con altri artisti come sosteneva in origine.

## Stile e influenze musicali

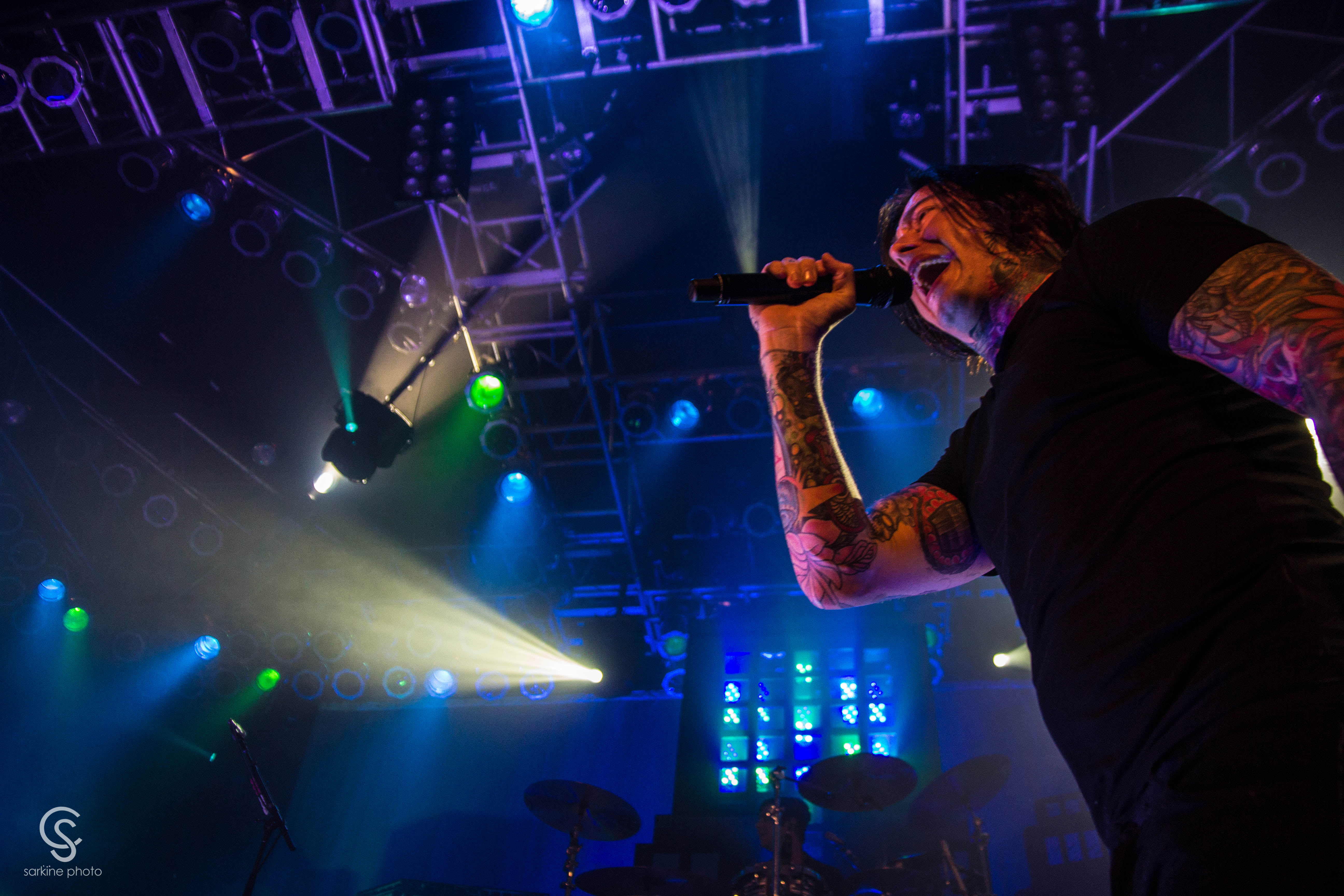
Ronnie a Chicago nel 2016

Radke ha iniziato con la sua passione per la musica all'età di 15 anni, amava cantare e suonare il pianoforte. Dice che le sue canzoni sono un insieme di diversi generi, gusti e stili musicali. Il suo stile è principalmente classificato come post-hardcore, mentre di tanto in tanto oscilla tra pop punk e metalcore. Lo Scream è una modalità presente in molte delle canzoni. I testi, secondo Radke, devono essere "arroganti, come fanno per lo più i rapper." Questo perché Radke ha citato Eminem come una delle sue più grandi influenze, tanto che ha anche incluso una battuta fatta da Eminem e Dr. Dre durante un guasto sulla pista: "Sink or Swim".

## Vita privata
Radke ha una figlia nata dalla relazione con la modella Crissy Henderson. La loro relazione terminò nel 2013 a causa dell'infedeltà da parte di Radke.
Radke ha apertamente denunciato la religione a causa del suo trattamento nei confronti delle persone LGBT, affermando di sentirsi amareggiato e di aver trovato l'ipocrisia in quanto il cristianesimo inizialmente era discriminatorio nei confronti della comunità LGBT, ma in seguito li ha accettati.
Il fratello maggiore di Radke, Anthony, è morto a seguito di un incidente stradale nel 2013. Da Anthony, Radke ha una nipote, Sabrina, e quattro nipoti, Troy, Nathan, Joshua e Dylan.
Dalla fine del 2018, Radke ha avuto una relazione con Saraya Bevis, meglio conosciuta come l'ex wrestler della WWE Paige, terminata ufficialmente nel 2025.
Ronnie ha scritto un libro di memorie: I Can Explain (scritto con il giornalista di lunga data Ryan J. Downey). Il libro ha iniziato a essere spedito ai preordini a metà dicembre 2022.

### Disturbo della quiete pubblica
Il 1º maggio 2012, Radke è stato accusato di aver picchiato la sua allora fidanzata, Sally Watts, e successivamente è stato arrestato a Glendale, in California, il 6 agosto 2012, dopo che non era riuscito a comparire in nessuna delle udienze in tribunale previste. Fu ufficialmente accusato di un conteggio di reati di lesioni corporali e di reati di falsa prigionia da parte del dipartimento dello sceriffo della contea di Los Angeles. È stato rilasciato su cauzione di $30.000.

### Aggressione
In data 29 settembre 2012, Radke si esibiva come parte dei Falling In Reverse per FestEVIL, un festival metal per Six Flags Great Adventure, quando ha gettato tre microfoniche in mezzo al pubblico alla fine di una performance, ferendo una ragazza di 16 anni, che è stata portata in ospedale, e un uomo di 24 anni, che è stato curato sulla scena. Radke è stato accusato di aggressione e rilasciato su cauzione di $25.000. Radke si scusò pubblicamente per le sue azioni, dicendo che le sue azioni non erano in collera e che non aveva intenzione di ferire nessuno.

### Denuncia per diffamazione
Il 10 giugno 2015, è stato riferito che Radke era stato pubblicamente accusato di violenza sessuale dalla 25enne Katelynd "Kacee" Boswell, di Salt Lake City, Utah. Boswell ha affermato che Radke (con il suo autista di autobus presente) l'aveva aggredita sessualmente dopo l'esibizione dei Reverse al Murray Theater il 3 giugno 2015. Sebbene fosse stabilito che Radke avesse avuto contatti con Boswell, la polizia non ha trovato prove che Radke o il suo entourage avessero assalito Boswell. Successivamente Radke ha intentato causa contro Boswell per diffamazione nei tribunali di Los Angeles.

## Discografia

### Con gli Escape the Fate
- 2006 – There's No Sympathy for the Dead (EP)
- 2006 – Dying Is Your Latest Fashion

### Con i Falling in Reverse
- 2011 – The Drug in Me Is You
- 2013 – Fashionably Late
- 2015 – Just Like You
- 2017 – Coming Home
- 2024 – Popular Monster

### Da solista
- 2013 – Watch Me (Mixtape)